# 1251
سنة 1251 كانت سنة بسيطة تبدأ يوم الأحد (الرابط يظهر نموذج التقويم الكامل للسنة) من التقويم اليولياني.

## أحداث
- تأسيس مدينة كاستيون دي لا بلانا وتقع حاليا في إسبانيا.
- ألكسندر نيفيسكي يوقع معاهدة سلام بين كييف روس والنرويج

## مواليد
- هوجو توكيمونه، الحاكم الثامن لليابان في حكومة كاماكورا.

## وفيات
- ابن سهل الأندلسي.
- قيصر تعاسيف.